# Joana de Saboia
Joana de Saboia ou Giovanna di Savoia (Roma, 13 de novembro de 1907 – Estoril, 26 de fevereiro de 2000) foi uma princesa italiana e, por ocasião de seu casamento com Bóris III, a última czarina da Bulgária, além de mãe de Simeão II, o último czar da Bulgária. Era filha do rei Vítor Emanuel III da Itália e de sua esposa Helena de Montenegro.

## Biografia

### Primeiros anos

Os filhos do rei Vítor Emanuel III e da rainha Helena, Da esquerda para a direita: Iolanda, Joana, Mafalda e Humberto.

Joana de Saboia, a quarta filha do rei Vítor Emanuel III e da rainha Helena, nasceu em Roma, no Palácio do Quirinal, em 13 de novembro de 1907. A nova princesa da Casa de Saboia recebeu o nome de Giovanna Elisabetta Antonia Romana Maria. O nome Joana (ou Giovanna) não aparece com muita frequência entre as figuras femininas da dinastia Saboia. A primeira princesa a ostentar esse nome foi filha de Otão, duque de Aosta e Chiablese, que havia se casado com Andrónico III Paleólogo, imperador bizantino, na primeira metade do século XIV. Em seu batismo, realizado em 11 de março de 1908, a princesa Joana teve como madrinha sua bisavó, a princesa Isabel da Saxônia, duquesa de Gênova e mãe da rainha Margarida.

Sua infância foi passada num anexo do palácio real, um edifício cercado por um jardim. Como ela relembra em suas memórias, teve uma governanta chamada Srta. Carolina Broughton, originária de Nova Iorque, mas sua educação, assim como a de suas irmãs, foi supervisionada pela rainha Helena.
[…] estávamos na órbita da atividade de minha mãe, que cuidava de tudo, vigiava tudo e conhecia tudo sobre nossa casa nos mínimos detalhes […]
Ela era uma jovem que adorava estudar, mesmo com horários muito exigentes, das oito da manhã às sete e meia da noite, com apenas um intervalo para o café da manhã. Ela teve, como era costume na Casa de Saboia, uma educação esmerada que incluía várias disciplinas, desde línguas estrangeiras até história e matemática, que ela amava particularmente, pois era dotada de uma faculdade de raciocínio adequada ao estudo de álgebra e cálculo. Ela também amava música, aprendeu a tocar violoncelo (instrumento que traria, mais tarde, consigo para a Bulgária) e teve aulas de violino e harmônio.

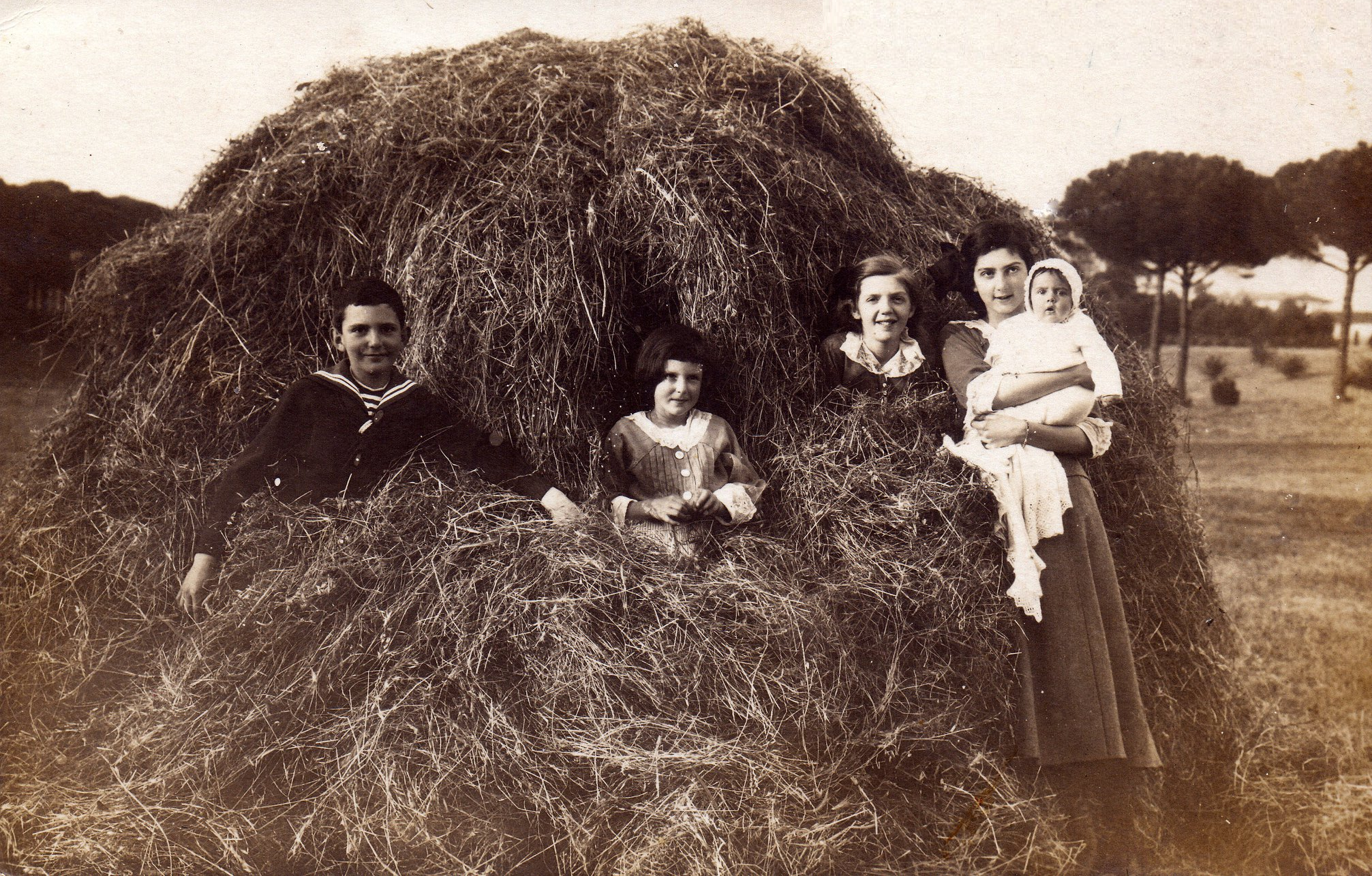
Joana (ao centro) com os irmãos Humberto, Mafalda, Iolanda e Maria em Racconigi, 1915.

A infância da princesa Joana foi marcada pelas férias passadas com a família durante os verões em San Rossore, Sant'Anna di Valdieri e Racconigi. Em San Rossore, um dos passatempos favoritos da família eeal era a pesca de lúcios, enguias e tencas no rio Morto, entre o Arno e o Serchio. A pesca também era praticada durante as férias em Pollenzo, quando, no verão, lançavam redes enormes em um dos cinco lagos do parque.
Quando da eclosão da Primeira Guerra Mundial, a princesa Joana tinha apenas oito anos, mas foi admitida com os outros membros da família real na varanda do Quirinal no famoso dia 24 de maio de 1915 para saudar a grande multidão que se reunira na praça e aplaudira a entrada da Itália na guerra. O rei Vítor Emanuel III deixou sua família e o Quirinal e partiu para a frente de batalha, onde
permaneceu quase continuamente durante o conflito, com rápidas visitas a Roma. A vida da família real no Quirinal também mudou profundamente, visto que a rainha Helena transformou o palácio em um hospital de campanha, que acolhia soldados mutilados e onde Joana e as irmãs auxiliavam a rainha nos cuidados aos combatentes.

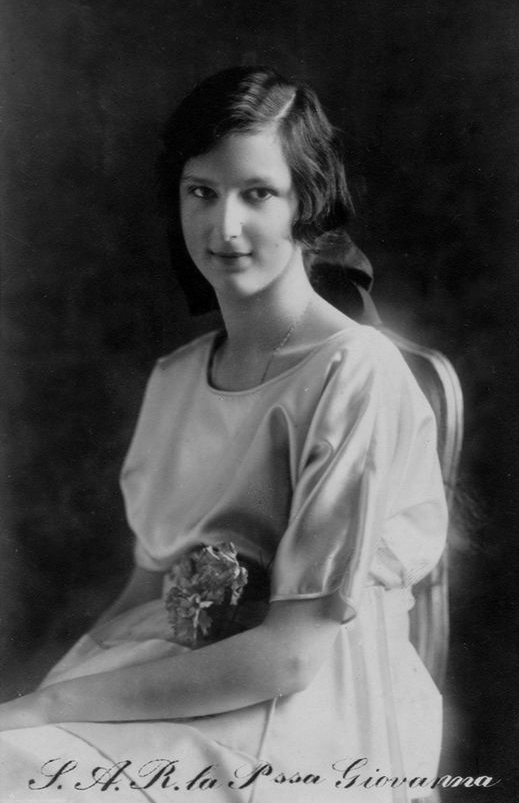
Joana em 1921.

Após os anos de guerra, a vida na Casa de Saboia também retornou ao seu ritmo normal. As memórias de Joana incluíam relatos de visitas dos soberanos de outras nações ao Quirinal, os almoços oficiais oferecidos em sua homenagem aos reis Jorge V do Reino Unido, Alberto I da Bélgica, Amanullah Khan do Afeganistão, Cristiano X da Dinamarca e Gustavo V da Suécia. As conversas na família de Saboia nunca abordavam questões políticas, mas principalmente notícias diárias e, acima de tudo, cultura e livros. A juventude da princesa Joana coincidiu com a época que a publicação da nova ode de Giosuè Carducci e da encenação da nova tragédia de Gabriele D'Annunzio constituíam um evento nacional. Os presentes que Joana recebeu em sua juventude eram principalmente livros e ela continuou a ser uma leitora atenta e assídua mesmo quando se casou e foi para a Bulgária. A paixão pela leitura, que era um verdadeiro prazer para Joana, lhe fora transmitida por seu pai, o rei Vítor Emanuel III, que sempre foi um grande leitor de livros, manuscritos e documentos em geral.
Em setembro de 1923, aos dezesseis anos, Joana adoeceu gravemente de tifo ao mesmo tempo que a sua irmã Mafalda. Uma vez que eram assistidas por duas freiras da Ordem de Santa Clara, a princesa fez um voto de devoção a São Francisco de Assis em caso de recuperação, o que ocorreu.

### Casamento

#### Antecedentes
Em suas memórias, a princesa Joana de Saboia, escreveu como conheceu seu futuro marido, o czar Bóris III da Bulgária:

Vi Bóris pela primeira vez em 25 de setembro de 1927. Ele estava viajando pela Europa com seu irmão Cirilo. Veio a San Rossore. Ficou para o café da manhã e depois para o almoço à noite. Minha primeira impressão foi favorável. Eu tinha vinte anos; interessava-me por pessoas de aparência séria, um tanto séria, como Bóris; que, no entanto, nos momentos de alegria era extraordinariamente alegre. Ele tinha trinta e três anos, vestia roupas civis, roupas escuras, como era seu hábito […]
[…] Eu não havia pensado em casamento, depois do de Mafalda. Fiquei realmente triste por ver minha irmã sair de casa. Com minha irmã, passamos as horas mais belas e ternas de nossa juventude. Quando ela se casou, em setembro de 1925, em Racconigi, durante a missa de casamento, me escondi atrás de uma coluna na capela e chorei por muito tempo; solucei tanto que um dos convidados me olhou com emoção. Nunca foi a querida e inesquecível Mafalda verdadeiramente separada de mim, apesar de seu casamento feliz e do cuidado de seus lindos filhos; nunca separamos nossas vidas e nossos destinos […]

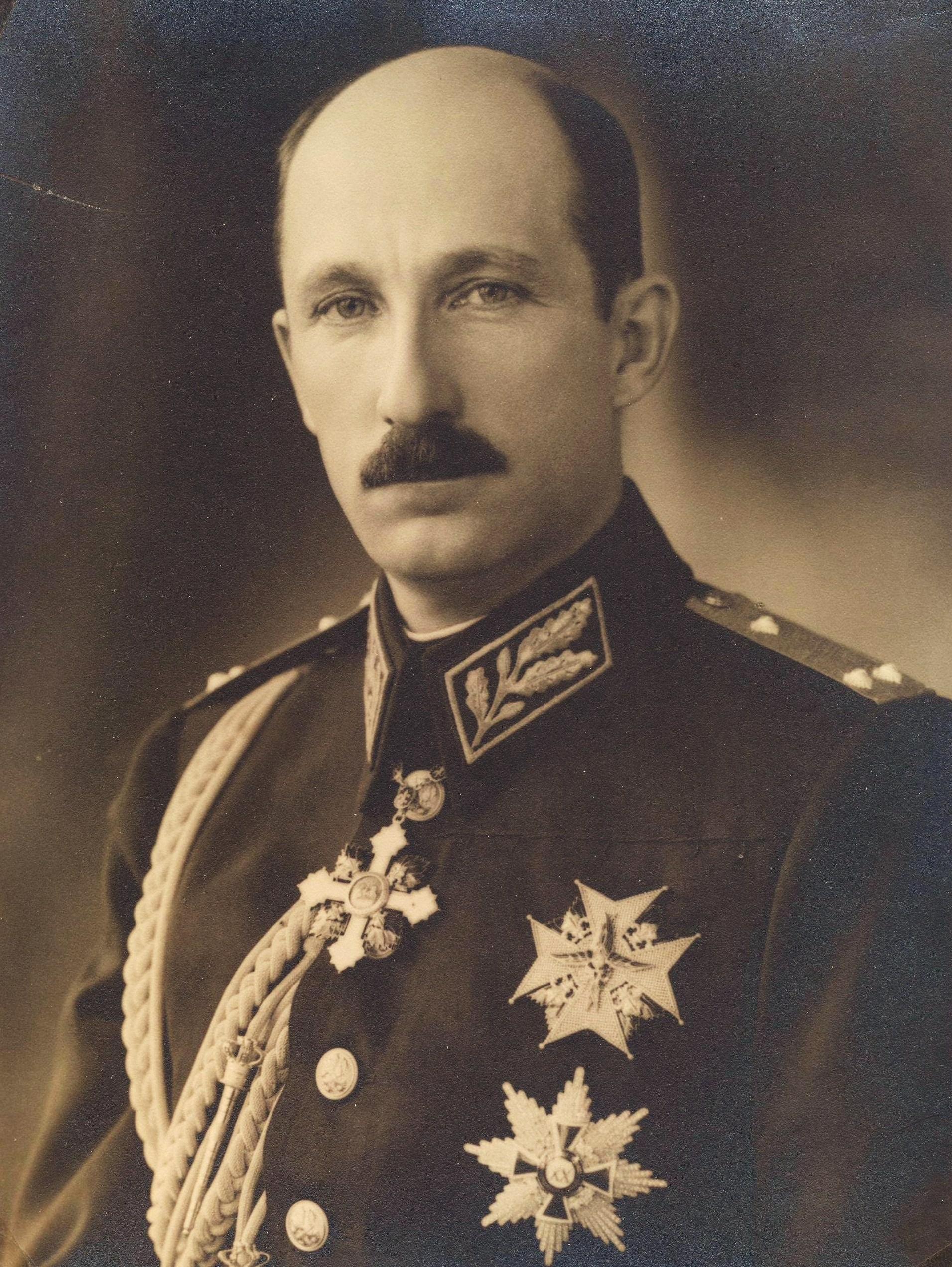
o czar Bóris III da Bulgária.

Bóris III da Bulgária nasceu em Sófia em 30 de janeiro de 1894 e era o filho mais velho do então príncipe Fernando I da Bulgária e da princesa Maria Luísa de Bourbon-Parma. A Bulgária era uma das nações mais jovens da Europa, tendo sido formada a partir da dissolução do Império Otomano após o Tratado de Berlim em 1878 e inicialmente constituída como um principado tributário do Sultano. Então, em 22 de setembro de 1908, o príncipe Fernando, pai de Bóris, proclamou a independência do país da vassalagem turca e se autoproclamou czar. Fernando da Bulgária descendia de uma das mais importantes famílias europeias, a Casa de Saxe-Coburgo-Gota, e era um homem dotado de grande inteligência e capacidade diplomática. Em 3 de outubro de 1918, após a derrota da Bulgária na Primeira Guerra Mundial, na qual se aliou às Potências Centrais, o czar Fernando abdicou em favor de seu filho, que herdou a coroa em um momento dramático, prostrada por uma derrota militar e uma guerra perdida, após que viu suas fronteiras mutiladas, enquanto seu pai seguia, com o resto da família, para o exílio.
Após os primeiros anos difíceis de seu reinado, em 1927, o soberano búlgaro finalmente decidiu empreender uma viagem à Europa com seu irmão, o príncipe Cirilo, após oito anos de residência contínua na Bulgária, para visitar o mundo ocidental, mas também em busca de uma princesa que se tornasse sua noiva. O soberano búlgaro imediatamente simpatizou com a jovem princesa Joana de Saboia e confidenciou a seu irmão Cirilo seu desejo de se casar com ela. Foi, de fato, o príncipe Cirilo quem foi à princesa Mafalda, explicando as intenções do czar. Mafalda não disse nada diretamente à irmã, mas relatou tudo à rainha Helena.

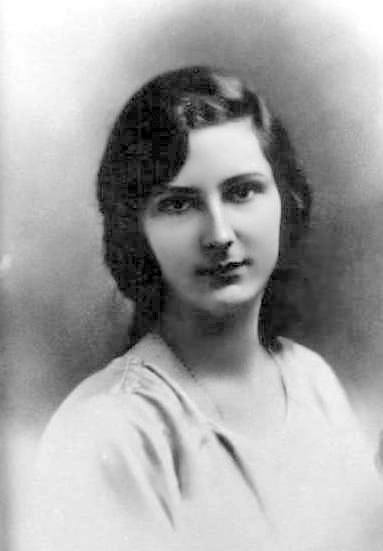
Joana.

Em suas memórias Joana escreveu sobre:
[…] foi, eu me lembro, uma noite ao pôr do sol, na Villa Savoia. Eu estava voltando de uma visita a uma exposição de arte. A Rainha me disse, com um meio sorriso: "Tire o chapéu e venha até mim; tenho algo a lhe dizer." Fui para o meu quarto; voltei e sentávamo-nos na sala de estar no rés-do-chão, junto ao grande salão. "Mafalda disse-me que o Príncipe Cirilo foi visitá-la e perguntou-lhe se se casaria com o irmão dele, o Rei Bóris. O que acha?  […]" Era difícil dizer. Nos nossos sonhos de jovens raparigas, a realeza não perdia nada da sua fabulosa cor. Nós, meninas, olhávamos para a exemplar vida quotidiana da mãe e do pai. A realeza, na nossa imaginação, não tinha perdido nada das suas luzes e dos seus encantos poéticos […] À minha Mãe, respondi: "Não o conheço bem o suficiente. Devíamos esperar um pouco. Disse o mesmo ao meu Pai, que tinha uma grande simpatia pelo Rei Bóris e apreciava principalmente as suas qualidades militares […] e a chamada "profissão" em si, a "profissão de Rei", unia o meu Pai a Bóris […] Para descrever o carinho com que Bóris era tratado na minha casa, direi que os meus Pais se dirigiam a ele com o "tu" quando falavam com ele em francês ou italiano.

#### Cerimônia
Pouco mais de dois anos depois do pedido informal de casamento do rei Bóris III por intermédio da princesa Mafalda e do príncipe Cirilo, Joana não sabia mais nada sobre o projeto de casamento. Ela viu o rei Bóris novamente em Roma em janeiro de 1930 durante o casamento do seu irmão Humberto com a princesa Maria José da Bélgica, mas eles trocaram apenas algumas palavras, embora muito cordiais, como a própria Joana relembrou em suas memórias: 
[…] Ele pediu para falar comigo a sós, o mais breve possível. No dia seguinte ao casamento de Humberto, reencontrei-o na casa de Mafalda, em Roma. E foi ali que ele mencionou as dificuldades religiosas e políticas do nosso casamento. Boris nasceu na religião católica, mas aos dois anos de idade converteu-se à Igreja Ortodoxa. Eu era católica e permaneci na minha religião. Naquele encontro, Boris estava pessimista. Disse-me que talvez o seu desejo mais ardente não se realizasse; mas que faria todo o possível para "sair desse labirinto".
Sobre o projeto de casamento, Boris recordou: 
Posso contar com um amigo em Sófia que é italiano e me ama. Boris se referia ao delegado apostólico na Bulgária, Monsenhor Angelo Roncalli, que estava no país há oito anos e conhecia Boris, que sempre teve grande e respeitosa admiração por ele […]
De fato, a situação era muito complexa e difícil de resolver nos níveis religioso, político e diplomático. O casamento entre o rei Bóris e a princesa Joana de Saboia teria, sem dúvida, fortalecido os laços entre as duas nações, mas o principal obstáculo a ser superado era a diferente confissão religiosa dos dois futuros cônjuges e o fato de que a Constituição da Bulgária exigia que o herdeiro do trono pertencesse à Igreja Ortodoxa Búlgara.
A situação, como Joana de Saboia recordou em suas memórias, foi finalmente esclarecida, após longas negociações, no verão de 1930, quando a irmã do rei Bóris, a princesa Eudóxia, chegou à Itália, em Sant'Anna di Valdieri, e expôs a delicada questão diretamente a Joana, relatando-lhe tudo o que o rei Bóris e Monsenhor Roncalli haviam discutido em Sófia sobre a questão religiosa:
[…] naquele mesmo verão, Bóris retornou a San Rossore. Ele morava na Casina del Gombo. Ele nos disse que precisava examinar o problema com o Chefe do Santo Sínodo, o Arcebispo de Vidin, Neofit, e o Arcebispo de Sófia, Stephen. As dificuldades do lado católico haviam sido amenizadas pelo futuro Papa João, a cuja memória devo veneração e gratidão. Ficamos noivos, então, não oficialmente […]

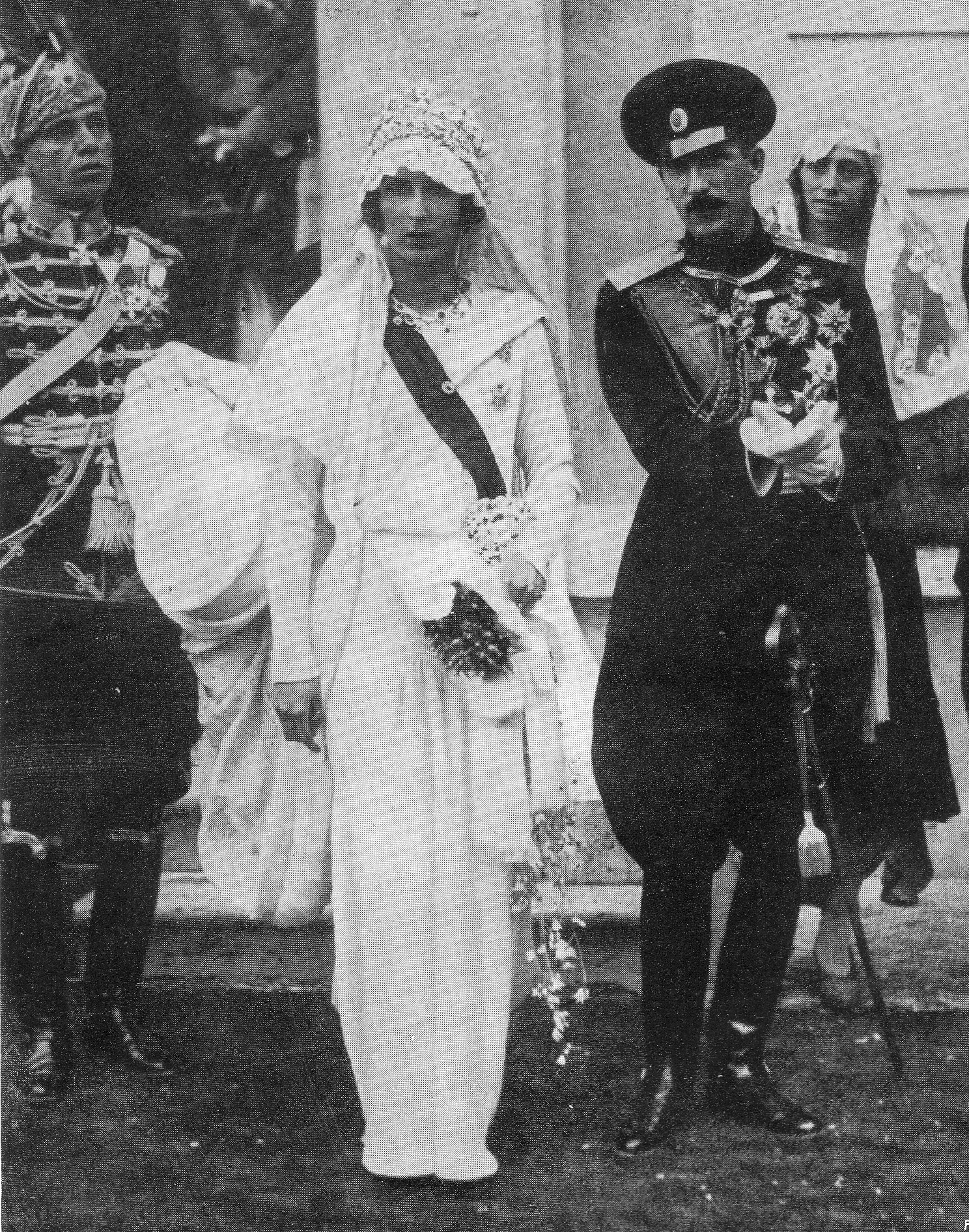
Joana e Boris em seu casamento.

O noivado oficial foi anunciado em 4 de outubro de 1930, dia de São Francisco. O jornal da Santa Sé anunciou em 23 de outubro que a princesa Joana havia enviado duas cartas ao papa Pio XI: na primeira, também assinada pelo rei Bóris, ela solicitava a dispensa do casamento misto, garantindo o cumprimento do Código de Direito Canônico (cânones 1061-1063), que exigia a educação católica das crianças; na segunda, ela solicitava a possibilidade de celebrar o rito do casamento na Basílica de São Francisco de Assis por motivos de devoção pessoal. Portanto, foi decidido que a celebração do casamento ocorreria na Itália, enquanto na Bulgária apenas a cerimônia de coroação ocorreria.

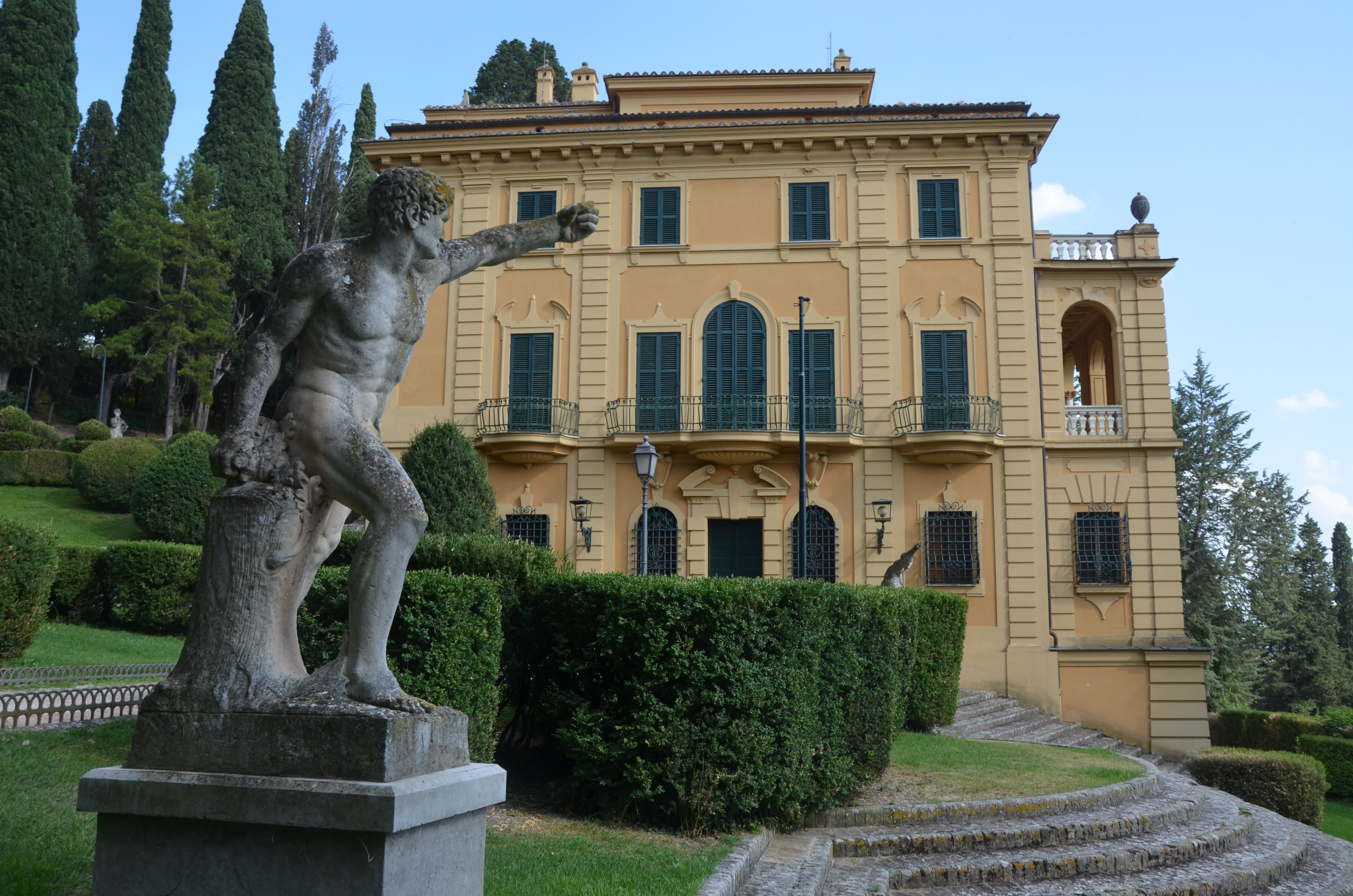
Villa Fidelia, em de Spello.

O casamento ocorreu em 25 de outubro de 1930 em Assis, com o podestà de Assis, Arnaldo Fortini, autorizado pelo rei Vítor Emanuel III a casar o casal primeiro em uma cerimônia civil, na presença do primeiro-ministro Benito Mussolini. Houve então uma cerimônia religiosa na Basílica de São Francisco em Assis. A luxuosa recepção foi realizada na vizinha Villa Fidelia, em Spello.
O casamento do rei Bóris contrastava com a Constituição Búlgara. E, depois do casamento católico em Assis, as coisas se complicaram, porque em Sófia, na Catedral Ortodoxa de Santo Alexandre Nevsky, ocorreu uma repetição do casamento segundo o rito ortodoxo, não uma simples bênção dos esposos, mas uma verdadeira celebração do sacramento do matrimônio. A notícia de que um segundo casamento real havia ocorrido em Sófia, transmitida pelo embaixador francês, também chegou ao Vaticano, enquanto Monsenhor Roncalli, relatando a cerimônia de Sófia, telegrafou ao Papa que todas as formas sacramentais do matrimônio foram observadas. No entanto, a versão pública das autoridades ortodoxas optou pela ambiguidade sobre o real significado da cerimônia em si e o mal-entendido que surgiu da confusão entre coroas reais e coroas de casamento nunca foi completamente esclarecido.
De acordo com a manchete do Corriere della Sera, publicada em 1 de novembro, a celebração em Nevsky foi interpretada erroneamente, tendo sido a cerimônia na realidade uma bênção, concedida pela Igreja Ortodoxa às esposas reais.

### Czarinada Bulgária

#### Adaptação no novo país

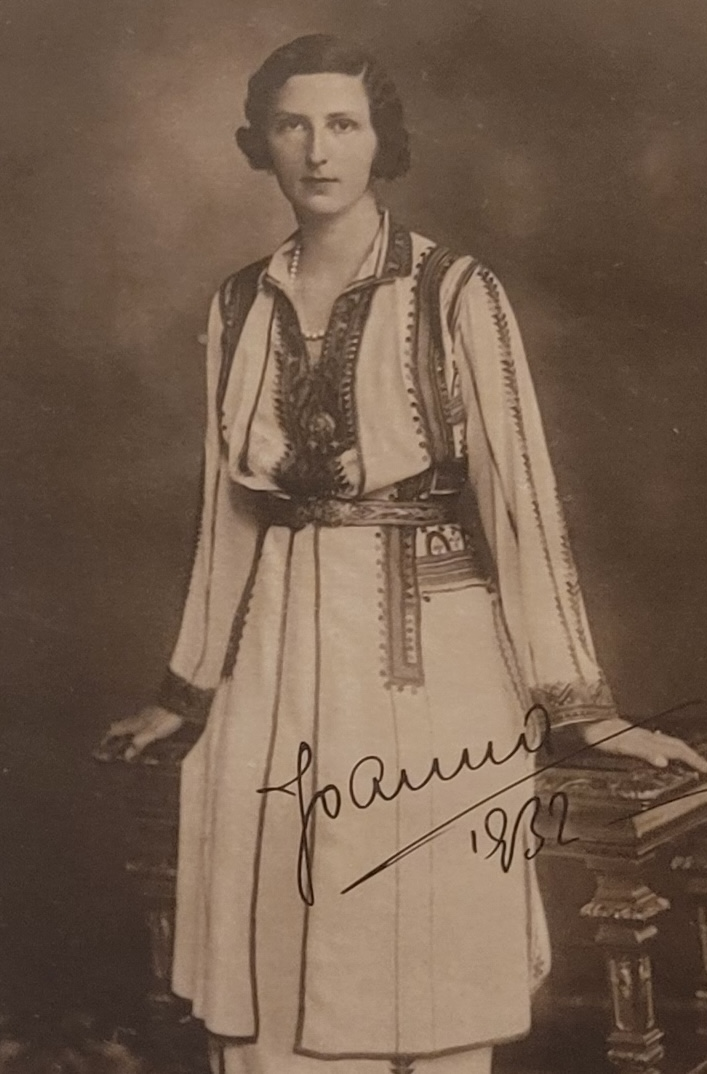
Joana em traje tradicional búlgaro.

A maior dificuldade para Joana, quando chegou à Bulgária, foi que ela não conseguia se expressar facilmente na
língua do país do qual era agora rainha, mas logo conseguiu superar esse obstáculo, embora o búlgaro fosse, como ela mesma afirmou, uma língua bonita de ouvir, difícil de aprender. A rainha dedicou-se com perseverança e seriedade ao aprendizado da nova língua com um professor búlgaro, chegando a ter duas aulas por dia. Com o rei Bóris, ela se expressava alternadamente em italiano, francês ou búlgaro, às vezes misturando as três línguas. Ela alcançou a felicidade quando conseguiu ter um conhecimento de búlgaro que lhe permitia conversar com os camponeses nas ruas.
A família real búlgara passava o inverno em Sófia, no Palácio Real, e no Natal, ia para as montanhas, para Tzarska Bistritza, nas montanhas do maciço de Rila, para uma villa em estilo búlgaro construída sobre um antigo pavilhão de caça do czar Fernando, pai de Bóris, enquanto na primavera, ia para Kritchim, também nas montanhas Ródopes, e no verão para o litoral, no Mar Negro, em Euxinograd, uma residência muito apreciada pelo czar Fernando por sua suntuosidade. O Palácio de Euxinograd foi construído em um dos cantos mais encantadores do Mar Negro pelo príncipe Alexandre de Battenberg, o primeiro príncipe da Bulgária autônoma da era moderna, comprou um antigo convento grego desabitado e o adicionou à propriedade com grandes modificações. Joana frequentemente acompanhava o marido em suas viagens pela Bulgária, em contato com o povo. Durante seu reinado, o czar Bóris III aumentou a rede ferroviária búlgara para conectam as muitas aldeias do país. Juntos, eles inauguraram a linha ferroviária que ligava Plovdiv a Karlovo, uma viagem de cerca de cem quilômetros, com desembarque em todas as estações.
Joana amava a Bulgária, que ela descreve em suas memórias:

[…] Arcádia, perfumada com prados, florestas, flores silvestres. Por mais indiferente que a natureza seja aos casos dos homens, não consigo imaginá-la, agora, da mesma forma. As paisagens não mudam, mas agora não me parece mais possível que os vales e montanhas dos Rodopes, dos Bálcãs Centrais, da cordilheira de Rila, ainda sejam os que vi, cujo ar e aromas respirei, cujos vastos silêncios às vezes me embalaram na esperança absurda de poder viver o conto de fadas da Rainha de um povo feliz. Íamos frequentemente a Bania, perto de Karlovo, uma cidade onde existem destilarias de essências de rosas. Podia-se ver ao redor, enormes montes de cores diferentes, toneladas de rosas, milhões de rosas e, principalmente, rosas vermelhas. A extração de essência de rosas é uma indústria notável na Bulgária. Entre os presentes de casamento, quando cheguei em Sófia, Encontrei um frasco de essência de rosas. Outra cor fabulosa da Bulgária são seus cantos litúrgicos. Tive uma impressão imediata, que permaneceu indelével, no dia seguinte à minha chegada, quando o rito local do meu casamento foi celebrado. Foi uma simples bênção, concedida pelo Chefe do Santo Sínodo, na Igreja de Santo Alexandre Nevsky, não sem a vasta solenidade do antigo rito búlgaro. Fiquei impressionada e comovida com os coros masculino e feminino: poderosos e unidos como o som do órgão. Se no Céu se canta, certamente deve ser cantado assim! Mais tarde, ouvi então os grandes serviços da Semana Santa, durante a qual se recita uma oração coral que também foi adotada na Igreja Russa e é chamada precisamente de "canto búlgaro". Essas imensas melodias me apaixonaram pela liturgia. Se fecho os olhos, ainda consigo ouvir os acentos profundos da "vecerna", a oração das vésperas, que parece reunir a alma e as esperanças de toda aquela terra.

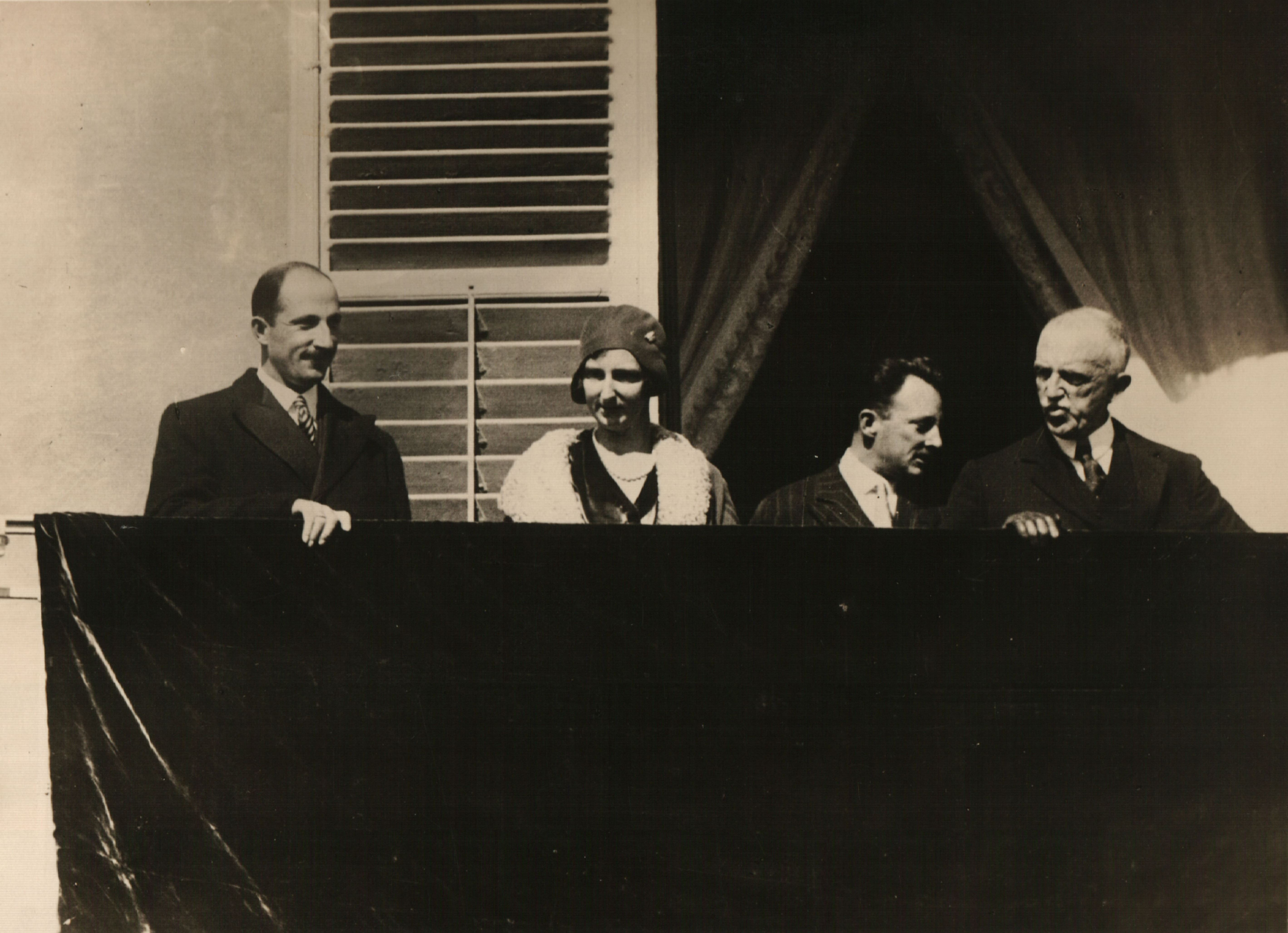
Joana com o seu marido Bóris, o cunhado Cirilo e o pai Vítor Emanuel III na varanda do Quirinal em 1931.

Em 1931, os soberanos búlgaros visitaram visitar a Itália, parando primeiro na Suíça e na Alemanha.
Em 1933, Joana deu à luz sua primeira filha, uma menina que recebeu o nome de Maria Luísa, em homenagem a mãe de Bóris. Maria Luísa nasceu na sexta-feira do dia 13 de janeiro de 1933, às 9h45. Vinte e uma salvas de artilharia anunciaram o acontecimento à nação búlgara. No dia seguinte, o czar Bóris compareceu a um solene Te Deum de ação de graças na Catedral de Santo Alexandre Nievsky. Dois dias depois, em 15 de janeiro, na Capela da Corte, a pequena Maria Luísa foi batizada segundo o rito ortodoxo. O czar Bóris colocou a princesa nos braços de seu padrinho, o primeiro-ministro Malinov, que por sua vez a apresentou ao Metropolita, que a mergulhou em água com essência de rosas, consagrada.
Em 16 de junho de 1937, Joana deu à luz ao herdeiro do trono, o futuro czar Simeão II da Bulgária, também batizado na fé ortodoxa.

#### Segunda Guerra Mundial

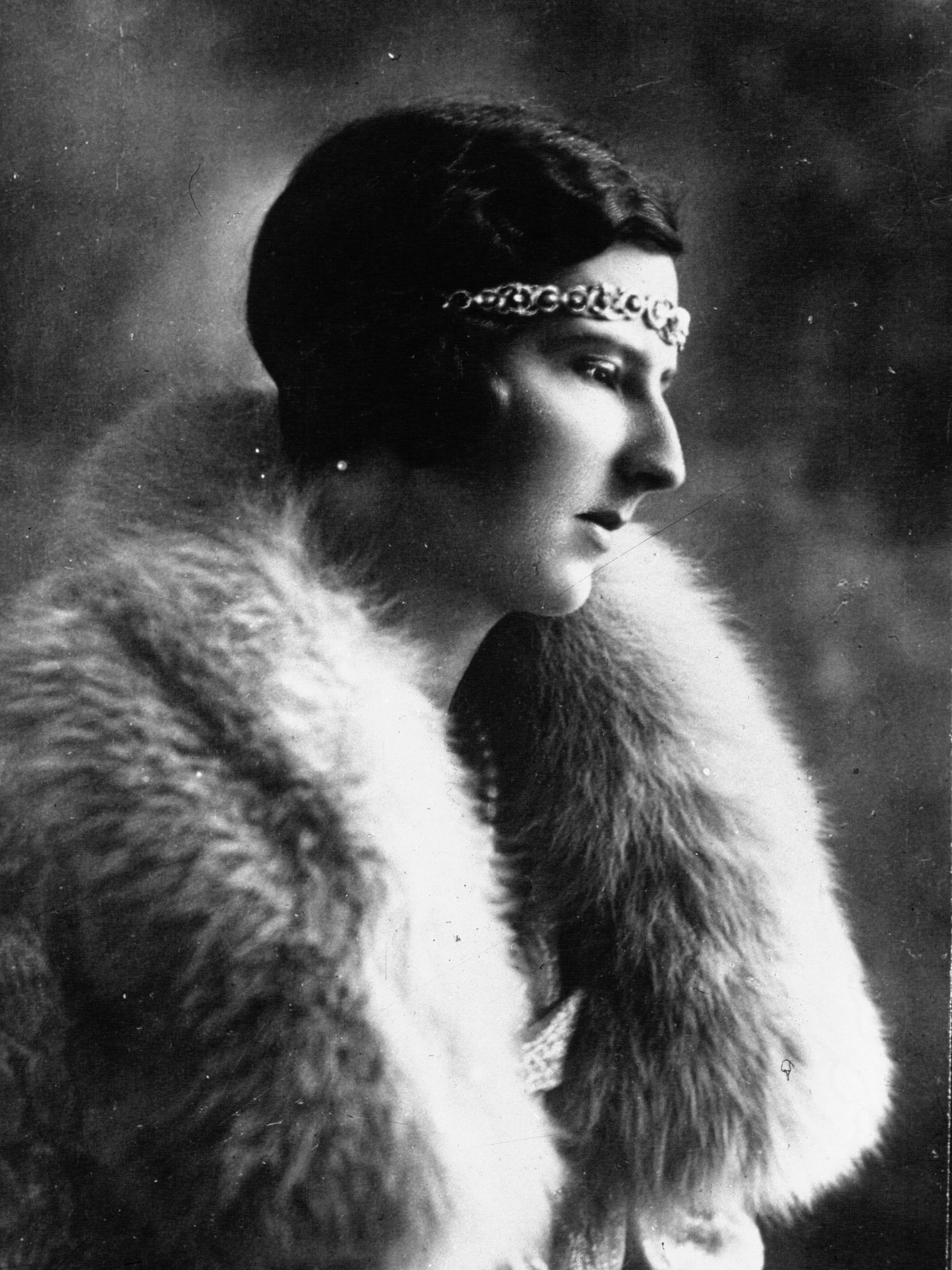
Joana.

Joana nunca se envolveu diretamente na política, embora sempre acompanhasse atentamente o que acontecia na Bulgária e no complexo quadro político europeu da segunda metade da década de 1930, que se tornou cada vez mais atormentado e difícil à medida que a tragédia da Segunda Guerra Mundial se aproximava. Às vezes, sua dupla posição como filha do rei da Itália e esposa do czar da Bulgária a obrigava a fazer malabarismos com habilidade. O ano de foi difícil para as relações entre a Itália e a Bulgária, quando a Bulgária também se juntou às nações europeias que decidiram impor sanções à Itália. A frieza das relações ítalo-búlgaras, no entanto, não teve repercussões nas relações familiares entre Joana e seus pais.
Em 1939, a Bulgária também se viu na situação trágica de muitas outras nações europeias na região dos Balcãs, diante do dilema angustiante de qual posição política tomar no conflito iminente, embora o acordo entre a União Soviética e a Alemanha nazi, assinado com o Pacto Ribbentrop-Molotov, tenha, pelo menos momentaneamente, libertado a Bulgária da escolha dramática de uma das duas grandes potências que pressionavam as fronteiras búlgaras. Ciente de sua difícil situação geopolítica, o czar Bóris III tentou fazer todo o possível para manter a Bulgária na mais estrita neutralidade. Após 26 de junho de 1940, quando tropas soviéticas, ainda não em guerra com a Alemanha, invadiram a Romênia na região da Bucovina do Norte e da Bessarábia, a Alemanha ocupou a outra parte da Romênia e, enquanto parte da Transilvânia foi cedida à Hungria, a Dobruja do Sul foi entregue à Bulgária, que assim tomou posse dos territórios que lhe pertenceram até 1913. A partir daquele momento, a Alemanha tornou-se muito popular na opinião pública búlgara.

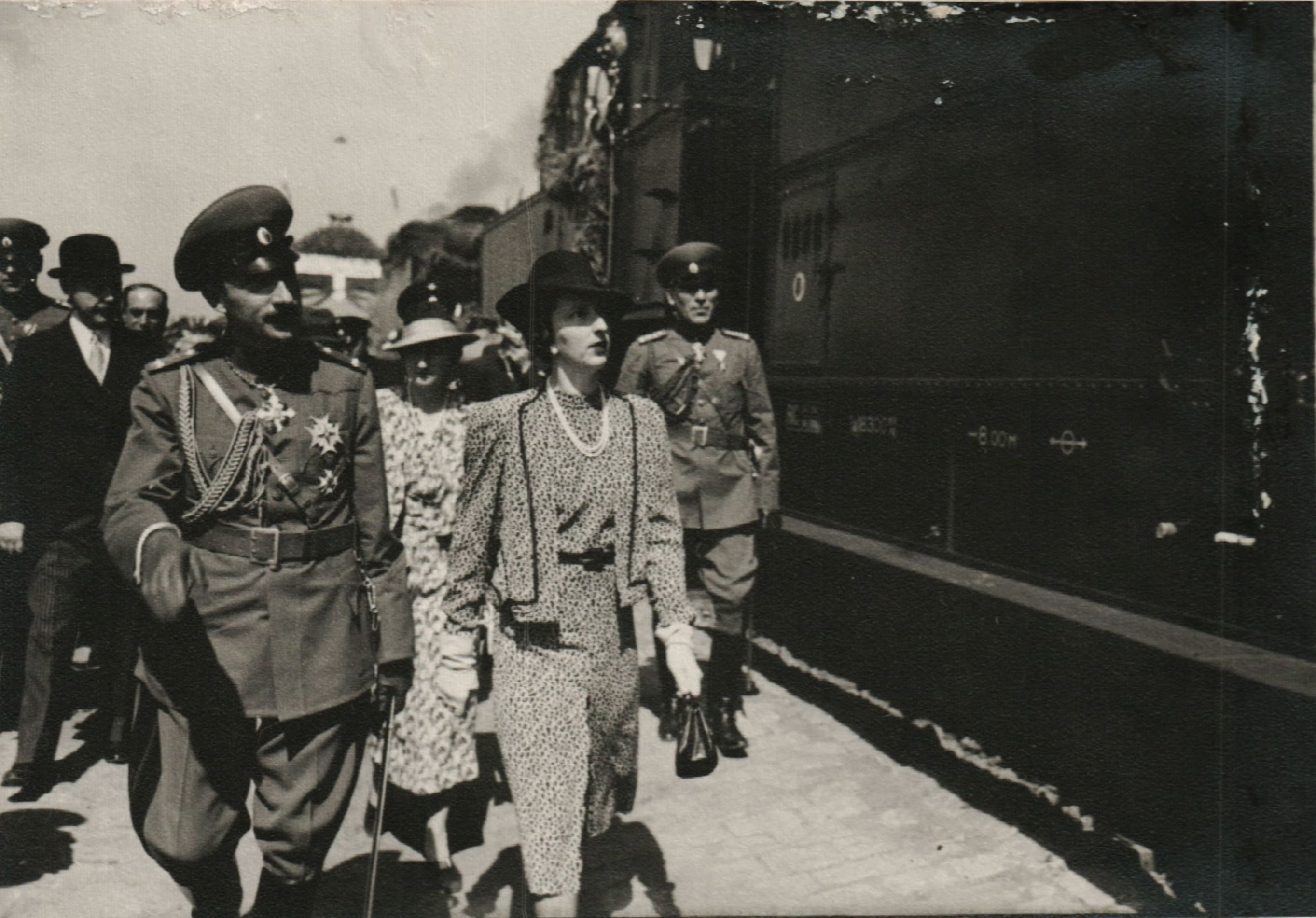
Joana e Bóris em 1939.

A Bulgária estava sob dupla pressão, tanto da Alemanha quanto da União Soviética, e o czar búlgaro temia Hitler e Stalin igualmente. Bóris usou, para expressar seu estado de espírito em uma confidência à czarina Joana, a frase: Sinto-me como uma concha sob a pata de um elefante. À missão soviética que chegou a Sófia no inverno de 1940, o czar concedeu apenas uma declaração, que ele manteve fiel mesmo contra a vontade de Hitler: a Bulgária jamais atacaria a União Soviética. O difícil equilíbrio que o czar havia habilmente tentado manter, apesar da pressão constante a que estava sujeito, foi profundamente perturbado pela ruptura repentina entre as duas grandes potências: União Soviética e Alemanha, das quais também dependia o futuro da pequena Bulgária. Pressionada pela conjuntura internacional, a Bulgária também foi forçada a assinar em 1 de março de 1941, em Viena, o Pacto Tripartite, que a ligava às Potências do Eixo. Mas mesmo após a assinatura dessa aliança, a Bulgária, sob o czar Bóris III, manteve sua neutralidade. Hitler havia solicitado ao governo de Sófia "passagem livre" para um exército de quinhentos mil homens que estava na fronteira búlgara, no Danúbio, rumo à Grécia. Se a Bulgária tivesse se oposto ao pedido, os exércitos alemães teriam entrado na Bulgária não como tropas de um país aliado, mas como um exército invasor e combatente. O czar, ciente da situação dramática, expressou-se à czarina Joana da seguinte forma: A invasão alemã era inevitável: mas se os alemães tivessem vindo como inimigos, teria sido muito pior para o nosso país; melhor tê-los como amigos, pois eles nos salvam de participar da guerra.

##### Morte doczarBóris

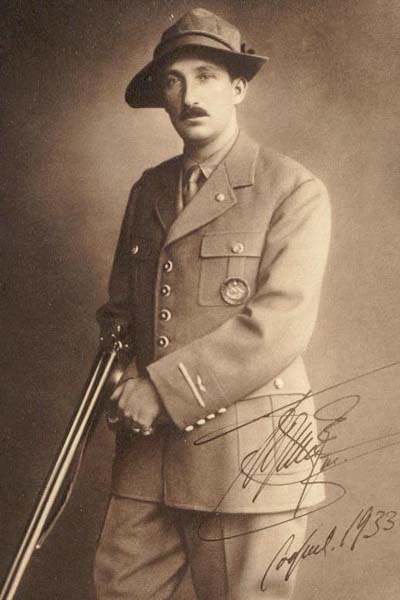
Bóris III.

Após a intervenção dos Estados Unidos ao lado da União Soviética, o czar Bóris III previu a derrota alemã e os perigos que a Bulgária enfrentava. Já no final de 1941, ele havia confidenciado seus temores à Joana: Se
os nazistas vencerem definitivamente, eles me deporão. Eles precisarão de um Gauleiter na Bulgária e não de um Rei constitucional. Se os bolcheviques vencerem, será pior. A ditadura comunista não pode ser construída senão sobre as ruínas da monarquia e sobre o próprio túmulo do Rei. Nessas perspectivas, só podemos esperar a sobrevivência dos regimes democrático e liberal.
Em 1943, com a iminente derrota alemã, tanto o regente da Hungria, Horthy, quanto o jovem rei Miguel I da Romênia tentaram romper sua aliança com o Eixo antes da derrota definitiva da Alemanha e buscaram contatos diretos com os anglo-americanos. Bóris, que estava ciente dessas tentativas, também tentou, muito discretamente, encorajá-las. Poucas semanas antes de 25 de julho de 1943, ministros búlgaros em algumas capitais neutras fizeram contatos indiretos com os anglo-americanos para uma possível mudança política na Bulgária, o que não produziu resultados concretos. Em 15 e 16 de agosto, Hitler pediu ao czar que fosse ao seu quartel-general. Ele estava acompanhado por Nikolai Mihov, ministro da Defesa, e um ajudante de ordens. O tema da reunião era oficialmente o exame da situação militar e política geral e a discussão crítica do papel da Bulgária durante a guerra; mas, na realidade, Hitler queria saber, depois do que acontecera na Itália em 25 de julho, se a Bulgária não estava se preparando para sair da guerra. Hitler queria envolver seu aliado búlgaro na luta contra a União Soviética. O general Mihov explicou com muita habilidade a Hitler a situação búlgara e a necessidade de não distrair as forças dentro do país, tendo em vista uma possível insurreição comunista: organizações guerrilheiras já operavam na Bulgária, abastecidas com armas, técnicos e terroristas enviados pela União Soviética e pela Força Aérea Real inglesa. Além disso, os búlgaros tinham uma dívida histórica de gratidão para com os soviéticos que os ajudaram a se libertar do jugo turco e a concluir o processo de redenção nacional e, portanto, certamente não teriam lutado voluntariamente ao lado da Alemanha contra a União Soviética. Diante da ira de Hitler, o czar, mantendo a calma, disse: Meu dever não é enganar meu povo. Palavras e promessas de vitória por meio da intervenção de armas secretas não são suficientes. Sua despedida do quartel-general foi fria, mas correta. A delegação búlgara retornou a bordo de um Junkers 52, pilotado pelo tenente-coronel alemão Bauer, que já havia acompanhado o czar búlgaro ao quartel-general.

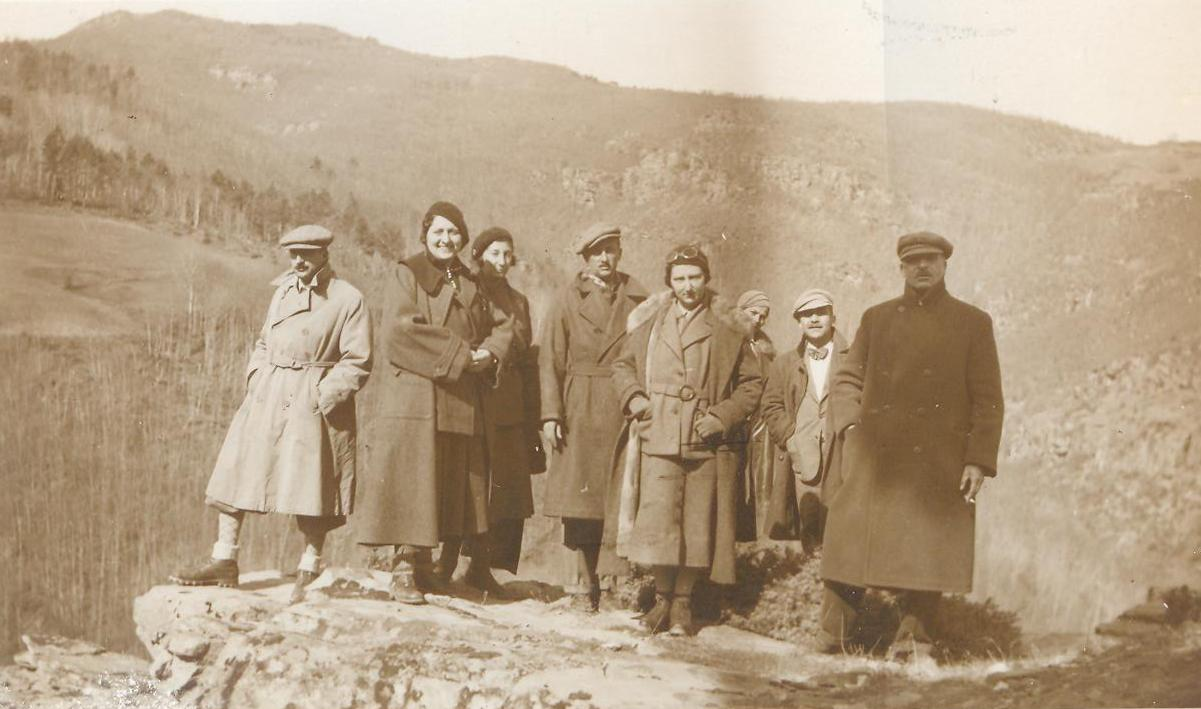
Joana com seu marido Bóris e outros membros da família real búlgara, c. 1943.

Ao retornar a Sófia, onde o primeiro-ministro Filov o aguardava, Bóris disse: Não cedi em nenhum ponto, não cedi nem mesmo um único soldado. Era terça-feira, 17 de agosto, e o soberano estava muito pálido e cansado. No mesmo dia, à noite, o czar partiu com seu irmão, o príncipe Cirilo, para a residência nas montanhas de Tzarska Bistritsa e, no dia seguinte, empreendeu uma excursão em alta altitude. Ele parecia estar com boa saúde. Telefonou para a czarina Joana, que estava com seus filhos em Vrania, no Mar Negro, convidando-a a se juntar a ele. Vrania ficava a cerca de setenta quilômetros de Tzarska Bistritsa e o czar queria ir à cidade de Samokov para encontrar sua esposa e filhos. Todos seguiram para Tzarska, onde passaram alguns dias de paz.
Na segunda-feira, 23 de agosto, o czar partiu de carro com seu motorista para Sófia, onde chegou às dez e meia da noite. Ele imediatamente começou a trabalhar, pois uma situação política difícil o aguardava após o dramático encontro com Hitler. À noite, sentiu-se mal. Os médicos que chegaram diagnosticaram uma trombose na artéria coronária esquerda e imediatamente telefonaram para Berlim para solicitar a intervenção de um especialista, o Professor Sajitz, que, tendo chegado a Sófia, solicitou a intervenção do Dr. Eppinger, de Viena. O estado de saúde de Bóris era muito grave, o soberano estava inconsciente. Enquanto isso, Joana, em Tzarska Bistritza, não sabia de nada. De Sófia, o secretário apenas a informou de que o czar estava muito ocupado e que não se sentia muito bem, mas que tudo já havia passado. Somente no dia seguinte a czarina foi informada da doença de Bóris, mas lhe disseram que o estado geral de seu marido não exigia sua partida imediata para Sófia. Então, à noite, um telefonema do inspetor do palácio informou à Joana sobre o verdadeiro estado de saúde do marido. A czarina partiu imediatamente para Sófia, onde encontrou o marido na cama, com os olhos fechados, coberto por uma palidez sinistra que não detectou sua presença. O boletim elaborado pela consulta médica e comunicado à Rainha Joana não deixou muitas esperanças: foi diagnosticada uma trombose coronária, após a qual se desenvolveu uma pneumonia dupla com edema pulmonar e cerebral. A czarina permaneceu ininterruptamente ao lado do marido desde a noite de quarta-feira até a tarde de sábado, 28 de agosto de 1943, quando, às quatro e vinte e duas horas, Bóris III faleceu. Na tarde da quinta-feira anterior, o soberano búlgaro havia recuperado brevemente a consciência e conversado, ainda que brevemente, com a esposa. Quando ela morreu, no dia da festa da Assunção, além de Joana, estavam presentes a irmã do rei, Eudóxia, seu irmão Cirilo, além de os funcionários do palácio, os médicos e os criados pessoais.

### Últimos anos
Após o fim da Segunda Guerra, a Bulgária foi invadida pela União Soviética e o príncipe Cirilo, cunhado de Joana, julgado e executado pelos comunistas por seu apoio ao nazismo. A rainha e seu filho Simeão II permaneceram no país até 1946, quando um golpe de estado proclamou a República Popular da Bulgária e a família real teve quarenta e oito horas para deixar a nação. Depois de um breve exílio no Egito, onde estavam exiladas a família real italiana e outras dinastias europeias, Joana mudou-se para a Espanha, onde seu filho foi educado. Mais tarde, transferiu-se para Estoril, em Portugal, onde residiu até o fim de sua vida. Em 1993, regressou à Bulgária para visitar o túmulo de seu esposo Bóris, quando uma multidão saiu às ruas para saudá-la.
Morreu em 26 de fevereiro de 2000 em Estoril, mas foi sepultada na cidade italiana de Assis.

## Títulos, estilos, honras e brasão

Monograma real de Joana

### Títulos e estilos
- 13 de novembro de 1907 – 25 de outubro de 1930: "Sua Alteza Real, a Princesa Joana de Saboia"
- 25 de outubro de 1930 – 28 de agosto de 1943: "Sua Majestade, a Czarina da Bulgária"
- 28 de agosto de 1943 – 26 de fevereiro de 2000: "Sua Majestade, a Czarina Joana da Bulgária"

### Honras
Nacionais
- Grande Cordão da Ordem dos Santos Maurício e Lázaro[10]
- Grã-Cruz de Honra e Devoção da Ordem Soberana e Militar de Malta (Terceira Classe)[10][11]
- Grã-Cruz da Ordem de Francisco I[11]
- Grã-Cruz da Ordem de São Alexandre[10][12][13]

Estrangeiras
- Dama da Ordem da Cruz Estrelada[10]
- Grã-Cruz da Ordem de Teresa[10]
- Grande Cordão da Ordem de Santa Catarina[14][15]
- Grã-Cruz da Ordem de São Sava[16][14]

### Brasão
| Brasão de Joana como Czarina da Bulgária |